# Asura metascota
Asura metascota là một loài bướm đêm thuộc phân họ Arctiinae, họ Erebidae.